# Mashhad-i Misriyan
Mashhad-i Misriyan (apareix als texts com Mestorian, Mest-Debran, Mest-Dovran, i Mastan) són unes ruïnes de Turkmenistan, al nord-est del riu Atrek en la seva confluència amb el Sumbar. El seu origen podria haver estat un establiment nestorià (si s'accepta Mestorian com a variant de Nestorià), ja que Isdigerdes II de Pèrsia va perseguir als cristians en una campanya a l'est de la mar Càspia.
Les ruïnes estan rodejades d'una muralla de rajola cuita i una rasa i ocupen unes 130 hectàrees. Rebia aigua de l'Atrek. Es conserven les ruïnes d'una mesquita construïda, segons una placa al lloc, per Ala al-Dunya wa-l-din Ghiyath al-Islam wa-l-Muslimin zill Allah fi-l-alamin Sultan Muhammad ibn Sultan Takish Burhan Amir al-Muminin (conegut com a Ala al-Din Muhammad xa de Coràsmia) que va regnar del 1200 al 1220. Inclou dos minarets, un dels quals amb una inscripció que fa referència a un Abu Djafar Ahmad ibn Abi-l Aazz, no identificat però que és esmentat com a senyor de la fortalesa, el que provaria que Mashhad-i Misriyan era una fortalesa de frontera (ribat) continuadora de la ribat de Dihistan de les fonts àrabs (especialment al-Mukaddasi que esmenta la ribat del Dihistan com diferent de la ribat d'Akhur també al Dihistan). Barthold creu que fou aquesta ribat i no la d'Akhur (més a l'est) la que fou capital del districte. La tradició diu que fou destruïda pels tàtar calmucs, que van arribar a la zona vers el 1600 però en aquest temps la regió s'havia despoblat i ja devia estar abandonada.